# Bonne Nuit Bay
Bonne Nuit Bay är en vik i kronbesittningen Jersey. Den ligger i den norra delen av Jersey. I viken finns en småbåtshamn.